# Dinokyste

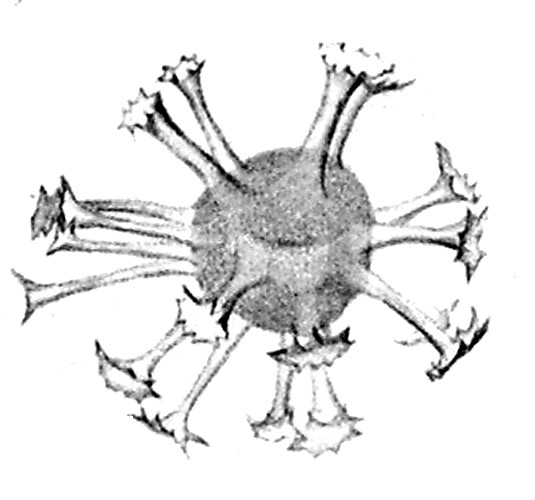
Dinokyste dessiné par Ehrenberg en 1837.

Un dinokyste ou kyste de dinoflagellé constitue le stade dormant et zygotique du cycle de vie de certains dinoflagellés. Ils ont généralement un diamètre de 15 à 100 µm et sont produits par environ 15 à 20 % des dinoflagellés vivants.
Ils peuvent s'accumuler dans les sédiments sous forme de microfossiles. Les dinocystes à parois organiques sont souvent résistants et constitué de dinosporine (en). Il existe également des kystes de dinoflagellés calcaires et d'autres siliceux. De nombreux ouvrages décrivent les dinocystes.

## Historique
La première personne à reconnaitre les dinoflagellés fossiles fut Christian Gottfried Ehrenberg, qui a rapporté sa découverte dans un article présenté à l'Académie des sciences de Berlin en juillet 1836. Il avait observé des dinoflagellés clairement tabulés dans de minces flocons de silex du Crétacé et considérait ces dinoflagellés comme ayant été silicifiés. Avec eux, se trouvaient des corps sphéroïdaux à ovoïdes de taille comparable et portant un ensemble de protubérances ou de tubes de formes diverses. Ehrenberg les a interprétés comme étant à l'origine siliceux et y a vu des Desmidiées (des algues d'eau douce) et les a placés dans le genre Xanthidium (en) qu'il venait de créer. Bien que des résumés les travaux d'Ehrenberg aient paru plus tôt, les études n'ont été publiés dans leur intégralité que vers 1837 ou 1838.
Un premier lien entre les thèques et kystes de dinoflagellés a été établi par leur comparaison morphologique qu'ont effectuée Bill Evitt et Susan E. Davidson. D'autres preuves ont été établies par des études détaillées de culture de dinokystes menées par David Wall et Barrie Dale à la Woods Hole Oceanographic Institution dans les années 1960,.

## Typologie
Sur le plan ontologique, le terme kyste peut s'appliquer à :
1. un état de repos temporaire (kyste pelliculaire, temporaire ou ecdysal) ;
2. un zygote dormant (kyste au repos ou hypnozygote) ;
3. un état coccoïde dans lequel les cellules restent photosynthétiquement actives[6].

Par exemple pour ce dernier cas particulier, tous les kystes produits par des espèces de l'ordre des Phytodiniales (genres Cystodinium, Stylodinium, Hypnodinium, Tetradinium, Dinococcus, Gloeodinium) sont des stades coccoïdes.
Un kystes digestif désigne un kyste pelliculaire formé après phagocytose comme chez Katodinium fongiforme,.
Un kyste de division se réfère à un stade non mobile dans lequel la reproduction asexuée s'effectue par division. Ce ne sont pas des kystes pelliculaires ou au repos car ils ne sont pas dormants. De même, les stades palmelloïdes ou mucilage ne sont pas des kystes pelliculaires ou au repos, mais des stades au cours desquels la monade perd ses flagelles et s'enveloppe de plusieurs couches de mucilage pour effectuer sa division.

## Taxonomie
Les dinokystes décrits dans la littérature sont liés à un stade mobile particulier par des similitudes morphologiques, une cooccurrence dans la même population/culture Ces relations peuvent être établies par la technique d'incubation des kystes,,,. Les géologues utilisent une taxonomie basée sur les kystes, tandis que les biologistes utilisent une taxonomie basée sur les stades mobiles. Par conséquent, les kystes peuvent avoir des noms différents de ceux de leur stade mobile correspondant. Les kystes vivants peuvent être facilement dissociés des sédiments au moyen de polytungstate de sodium, un liquide de forte densité. Une autre méthode, rarement utilisée, utilise un gradient de saccharose. Plus récemment, on a pu identifier des séquences moléculaires de kystes et de cellules,,.
15 à 20 % les dinoflagellés marins et 24 % des dinoflagellés d'eau douce forment des kystes. La tabulation du dinoflagellé se reflète parfois dans la tabulation (autrefois appelée paratabulation) de son dinokyste, permettant ainsi de déduire l’espèce à partir du kyste. Il a déjà été suggéré que, chez les espèces marines, les caractères morphologiques du stade kystique seraient significatifs d'un point de vue phylogénétique et cela serait encore plus vrai pour les dinoflagellés d'eau douce, confirmés par de nouvelles observations, et récemment révisé. Plusieurs livres documentent la taxonomie générale des kystes,. Il existe peu de guides pour la détermination des dinokystes marins du Quaternaire,. De nombreuses espèces nouvelles sont encore en cours de description pour le Néogène (qui couvre le Miocène, et le Pliocène,,,) et le Quaternaire (qui couvre le Pléistocène et l'holocène,,).

## Description

### Taille
Les dinokystes quaternaires ont généralement un diamètre compris entre 15 et 100 µm. L'un des plus petits kystes récents est le kyste de Pentapharsodinium dalei, qui peut mesurer jusqu'à 19 µm de long. L'un des plus gros kystes récents est le kyste de Protoperidinium latissimum, qui peut mesurer jusqu'à 100 µm de long.

### Composition
Les parois des dinocystes à parois organiques sont composées d'un biopolymère résistant appelé dinosporine. Ce composé organique a des similitudes avec la sporopollénine, mais est spécifique aux dinoflagellés.
En plus des kystes à parois organiques, il existe également des dinokystes calcaires et d'autres siliceux.

### Ultrastructure du kyste
Il y a peu d'études ultrastructurales de kystes marins en MET, à l'exception de Hystrichosphaea bentorii, Hystrichosphaeridium, Impletosphaeridium, Lingulodinium machaerophorum, Operculodinium centrocarpum, Bitectatodinium tepikiense,, et plus récemments sur Lingulodinium machaerophorum et Alexandrium.
Certains kystes d'eau douce ont été étudiés par MET, comme Ceratium hirundinella.

## Cycle de vie
Les kystes au repos sont une étape du cycle sexuel des Dinoflagellés. Induite par des déclencheurs particuliers tels que des changements de température, de nutriments, etc., la formation de gamètes intervient. Les gamètes fusionnent pour former le planozygote et subissent un enkystement : ils forment des kystes au sein des thèques du planozygote. Ceux-ci tombent rapidement dans les sédiments. De nombreuses espèces peuvent passer de plus longues périodes de repos dans les sédiments que d'activité dans la colonne d'eau. Les stades de repos constituent également un réservoir de diversité génétique, ce qui augmente le potentiel de survie des populations. Ainsi, les kystes de dinoflagellés ont une grande importance écologique et agissent comme des « banques de graines », comparables à celles que l'on trouve dans les écosystèmes terrestres. Les formes enkystées peuvent rester viables jusqu'à 100 ans. Les sédiments peuvent stocker des kystes de Lingulodinium vivants pendant au moins 18 mois. Les kystes ont souvent besoin de déclencheurs pour germer, tels que des changements de température, de nutriments, etc. Certains kystes, tels que Scrippsiella acuminata, nécessitent de la lumière pour germer.